# Jaroslav Heyrovský
Jaroslav Heyrovský (Prága, 1890. december 20. – Prága, 1967. március 27.) cseh kémikus. 1959-ben kémiai Nobel-díjban részesült a polarográfia kidolgozásáért.

## Tanulmányai
Jaroslav Heyrovský 1890. december 20-án született Prágában Leopold Heyrovský, a prágai cseh egyetem rómaijog-professzora és felesége, Clara Hanl ötödik gyermekeként. 1909-ben érettségizett, majd a cseh egyetemen matematikát, fizikát és kémiát tanult. Feltehetően Angliában tanult tanárai hatására 1910-től a University College London diákja lett, ahol a Nobel-díjas William Ramsaytől tanult fizikokémiát. 1913-ban megszerezte BSc diplomáját és elkezdte a doktori iskolát (témája az alumínium elektrokémiai tulajdonságai volt), de a következő év nyarán, míg vakáción otthon tartózkodott, kitört az első világháború.
Egy ideig a Károly Egyetem kémiai laboratóriumában dolgozott, majd 1915-ben behívták a hadseregbe és a háború végéig egy katonai kórház gyógyszerészeként és radiológusaként szolgált. Emellett folytatta kutatói munkáját is és 1918-ban megszerezte doktori címét. 

## Munkássága
A háború után Heyrovský az egyetemen dolgozott tovább az alumíniummal, 1920-ban befejezte docensi habilitációját és a Londoni Egyetemen is doktori fokozatot szerzett, 1924-ben pedig magántanári kinevezése mellett ő lett az újonnan létrehozott Fiziko-kémiai Intézet igazgatója. Négy évvel később a Károly Egyetem tényleges professzorává nevezték ki. 

### A polarográfia
Heyrovský 1922-ben dolgozta ki a polarográfiás módszert, amely a voltammetriának az a változata, ahol a munkaelektród egy higanycsepp-katód. A polarográfia lényege az, hogy egy ismeretlen iont tartalmazó oldatba két elektródot, egy változtatható potenciálú munkaelektródot és egy referenciaelektródot merítenek. A munkaelektród potenciálját változtatva az oldott ionra jellemző értéknél az elektrolizáló áram erőssége hirtelen felszökik, aminek mértéke egyenesen arányos az ion koncentrációjával. A módszer az oldott ionok gyors minőségi és mennyiségi analízisére volt alkalmas és néhány éven belül általánosan elterjedt.
1939-ben a németek megszállták Csehszlovákiát és a cseh tudományos intézmények élére németeket állítottak. A fiziko-kémiai tanszék vezetője Johann Böhm volt, akinek csak az apja volt német és nem szimpatizált a nácizmussal. Böhm támogatta Heyrovskýt és segítette kutatásait a háború alatt. Böhm a világháború után is Csehszlovákiában maradt és 1953-ban a Tudományos Akadémia tagjává választották.
1950-ben létrehozták a Központi Polarográfiás Intézetet, amelynek Heyrovský lett az igazgatója. Az intézetet később a tudományos akadémiához csatolták és 1964-ben átnevezték J. Heyrovský Polarográfiás Intézetté.

## Díjai

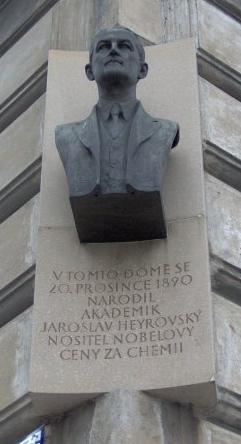
Heyrovský emlékműve Prágában

Jaroslav Heyrovský a polarográfiás módszer kifejlesztéséért 1959-ben kémiai Nobel-díjat kapott. A drezdai, varsói, Aix-Marseille-i és a párizsi egyetemek díszdoktorukká választották. Számos tudományos akadémia tagja volt, közte 1955-től a Magyar Tudományos Akadémiáé is. 1965-ben beválasztották a Royal Society tagjai közé. 1951-ben első osztályú Állami Díjat, 1955-ben pedig Csehszlovák Köztársasági Érdemrendet kapott. 

## Családja
Heyrovský 1926-ban vette feleségül Marie Koranovát. Két gyermekük született, Jitka és Michael Heyrovský.
Jaroslav Heyrovský 1967. március 27-én halt meg Prágában, 76 éves korában. 

## Magyarul megjelent művei
- Jaroslav Heyrovsky–Petr Zuman: Bevezetés a gyakorlati polarográfiába; ford. Molnár László; Akadémiai, Bp., 1955